# Foire agricole de Libramont
La Foire de Libramont est une foire agricole et forestière annuelle belge qui a lieu à Libramont-Chevigny, dans la province de Luxembourg, dans la région wallonne. C'est la plus grande foire agricole européenne à ciel ouvert.

## Description
Organisée dans la commune de Libramont, au cœur de l'Ardenne belge, une zone essentiellement rurale et historiquement agricole, la foire s'étend sur près de 30 hectares avec plus de 80 000 m2 de surfaces d'exposition. On y trouve plus de 800 exposants et 4000 marques différentes, ainsi que plus de 3 500 animaux de la ferme, tous types confondus. Des démonstrations forestières sont également pratiquées en forêt près de Bertrix.
La foire dure quatre jours et se déroule annuellement au mois de juillet. Elle reçoit de plus en plus de visiteurs et l'affluence atteint même un record en 2012 avec 219 328 visiteurs.

## Historique
La foire fut créée en 1926 pour promouvoir le cheval ardennais mais elle s'est depuis fortement diversifiée. Après sept années d'arrêt dues à la Seconde Guerre mondiale, la foire a été de nouveaux annulée en 1974 à cause de nombreuses crises agricoles et de manifestations en tous genres. Elle fut le théâtre en 1991 d'un incident violent opposant des agriculteurs ardennais et le ministre belge de l'agriculture Paul De Keersmaeker au cours duquel, comme le conte Albin-Georges Terrien, ceux-ci s'en prirent à son intégrité physique.
En 2009, des agriculteurs en colère (pendant la crise du lait) arrivent dans le hall Walexpo de la foire et s’en sont pris au stand de l’Agence Fédérale pour la Sécurité de la Chaîne Alimentaire. Puis de jeunes agriculteurs mirent le feu à une mascotte de paille représentant la commissaire européenne Mariann Fischer Boel et arrachèrent les drapeaux européens pour les jeter dans le feu. Ce qui se termina par quelques arrestations.
En 2012, le bâtiment appelé Libramont Exhibition & Congress (« LEC ») est inauguré. Celui-ci deviendra très vite le nouveau symbole de la foire.

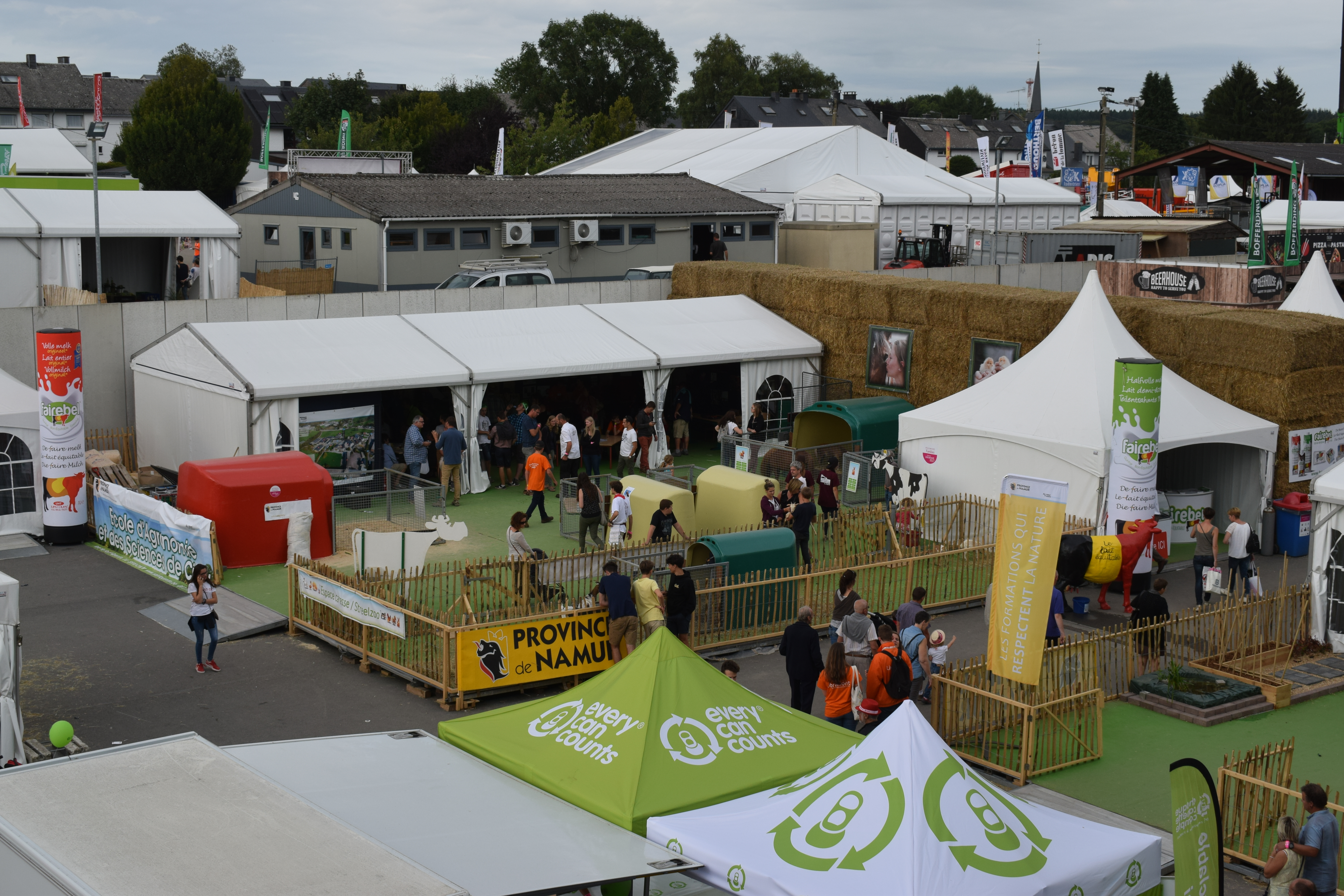
Installations en 2017
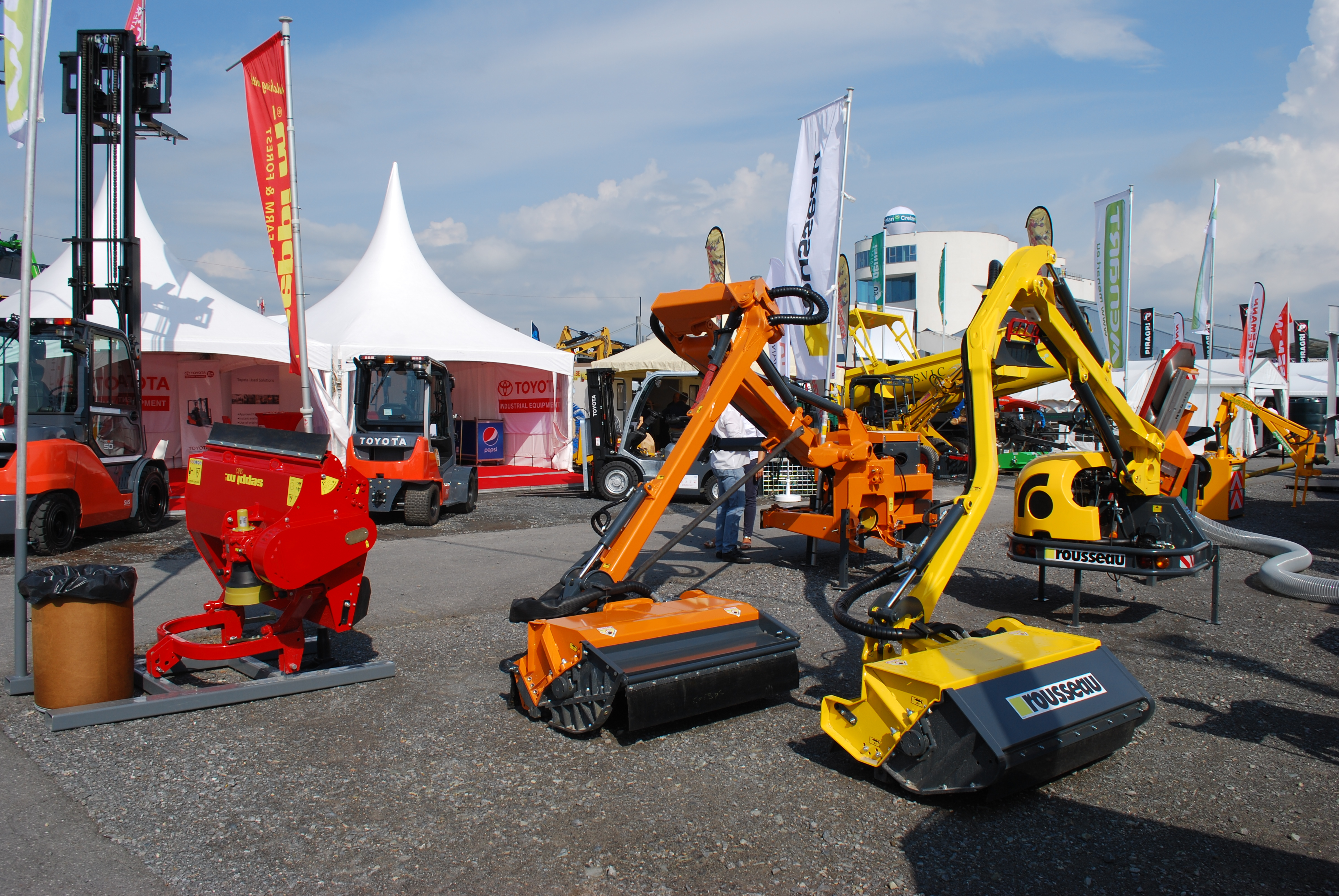
Stands de machines agricoles
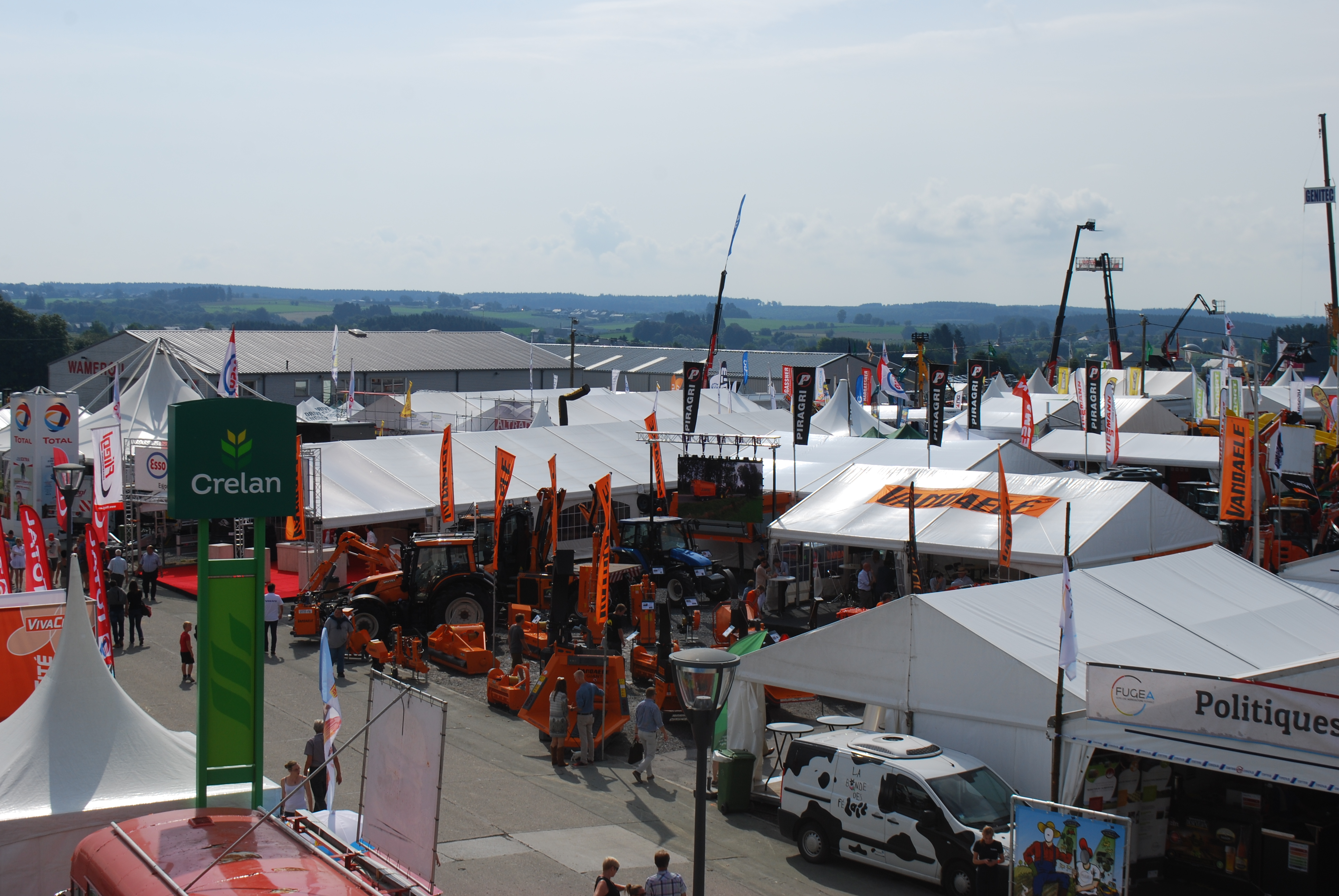
Installations en 2016

## Infrastructure

### LeLEC

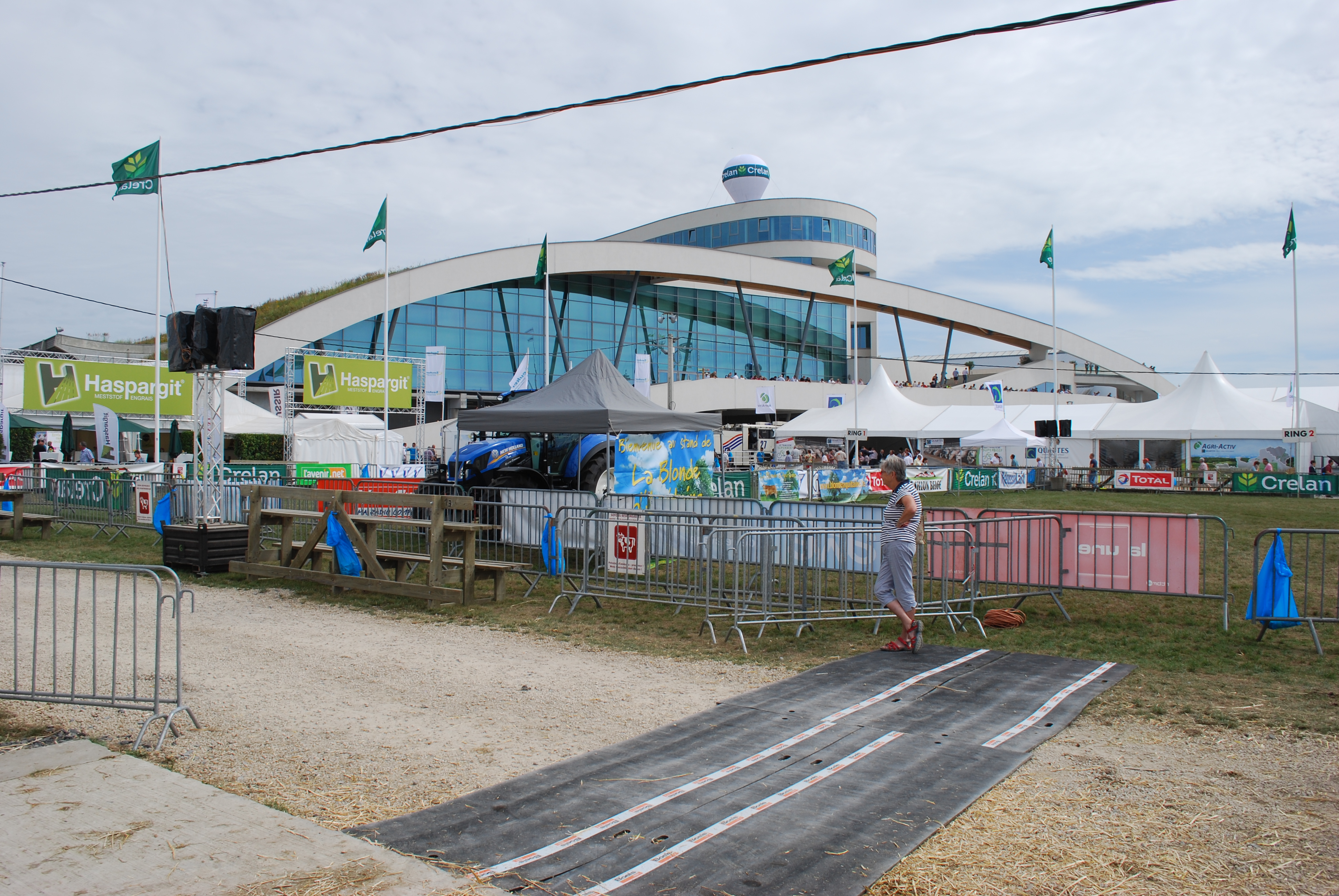
Le « LEC » (Libramont Exhibition & Congress)

Le « LEC » (Libramont Exhibition & Congress) se situe juste à côté du Walexpo. C'est un bâtiment de 25 000 m2 répartis sur trois étages avec une toiture végétale en forme de bateau. Sa construction débute en août 2011 juste après la fermeture de la foire et il est inauguré le 27 juillet 2012 pour l'ouverture de la foire, mais son fonctionnement officiel ne se fera qu'en mai 2013 à cause des nombreuses malfaçons lors de sa construction.
Le troisième étage comprend le meeting & business center avec 1 000 places et 2 000 m2. Le deuxième est consacré à l’horeca avec une salle pouvant accueillir près de 1 000 couverts. Le premier étage est consacré à l'exposition avec 100 000 m2 d'exploitation et le rez-de-chaussée est consacré à l'exposition d'animaux.

### LaGuest House
C'est un bâtiment construit pour l'édition 2012. Il est question d’accueillir en ce lieu une occupation permanente pour le jumping[pas clair].

### École de maréchalerie
Construit en 2007, ce bâtiment est occupé par l'une des deux nouvelles implantations de l’École de maréchalerie d'Anderlecht.

## Illustrations

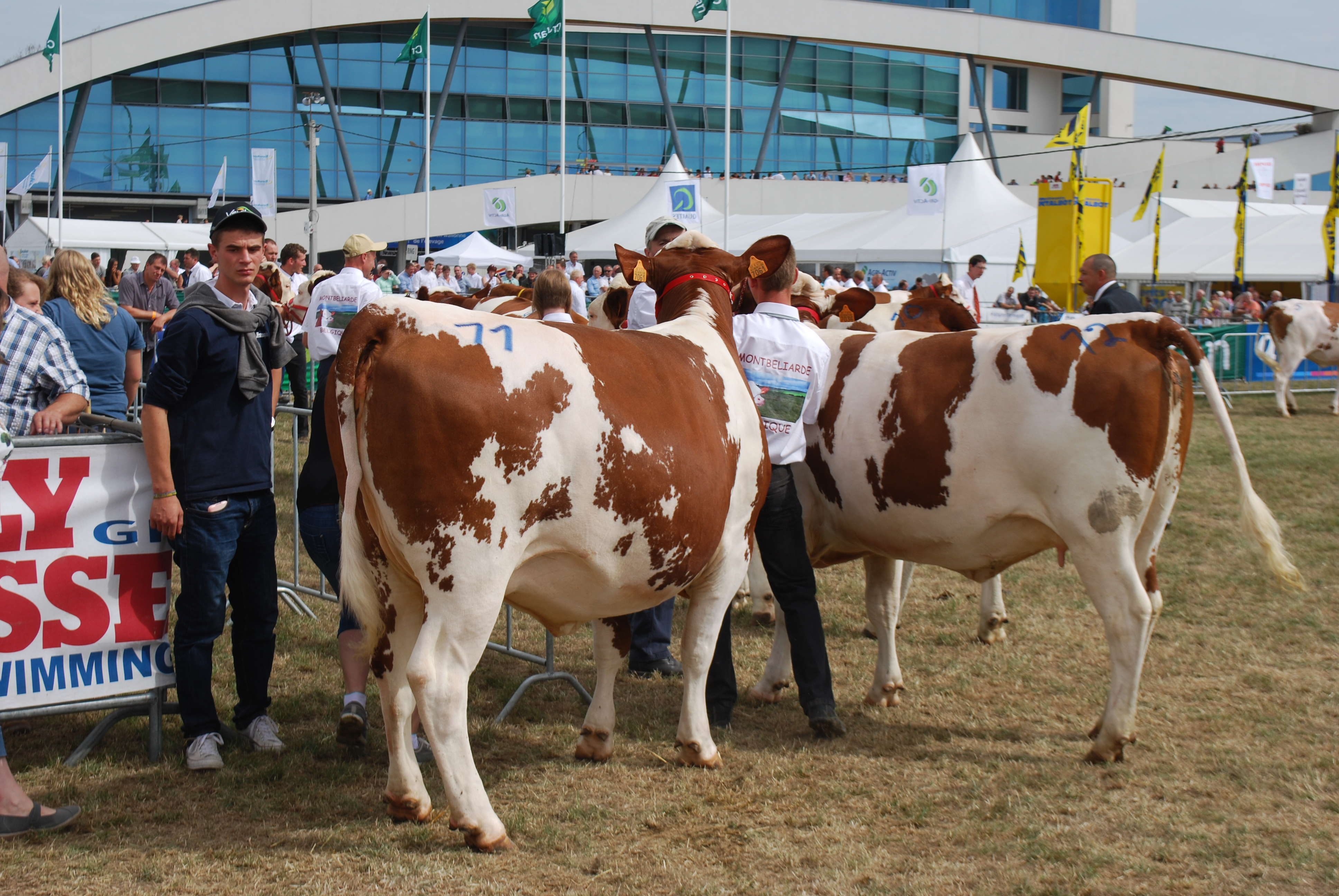
Montbéliardes attendant de passer en concours
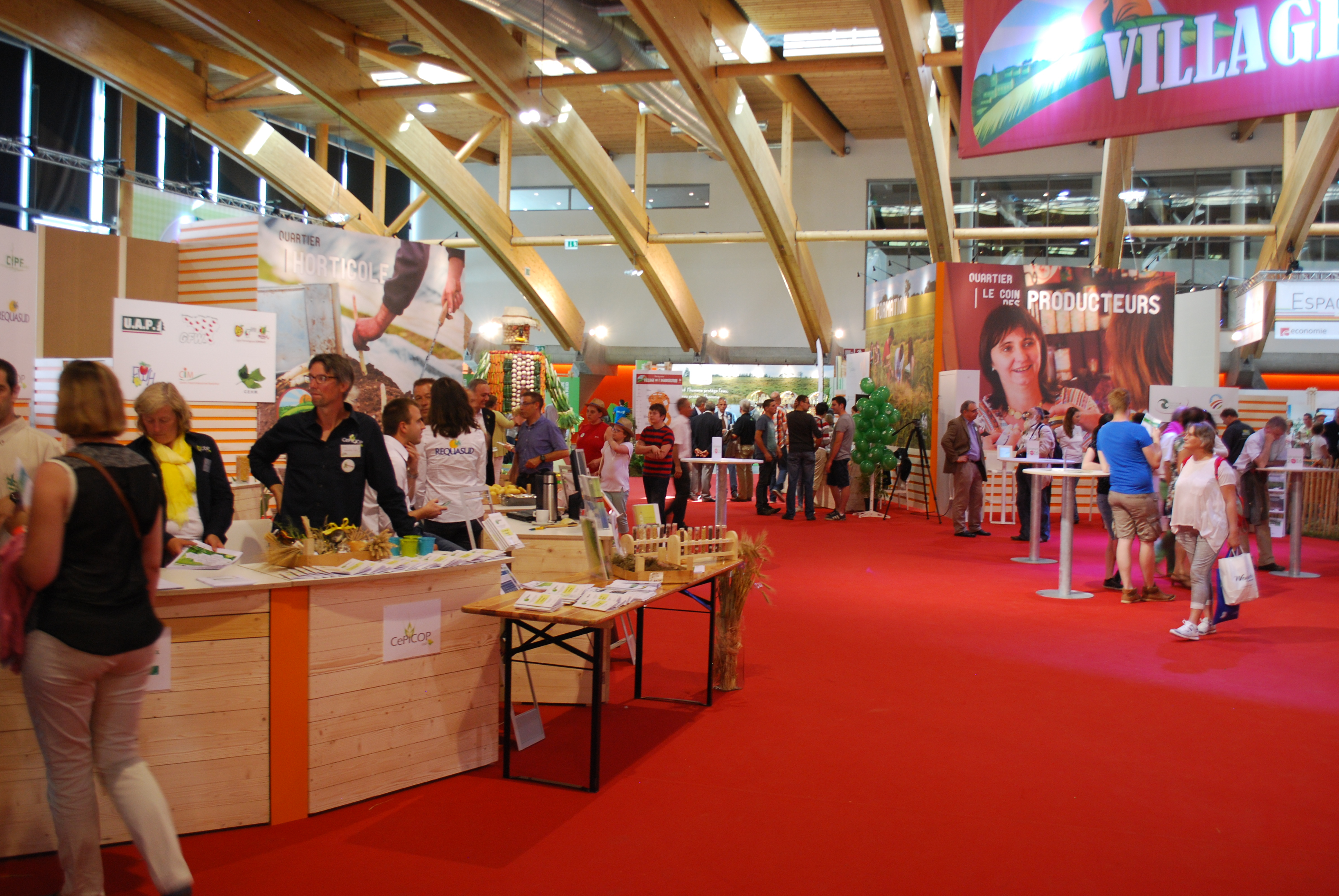
Vue intérieure
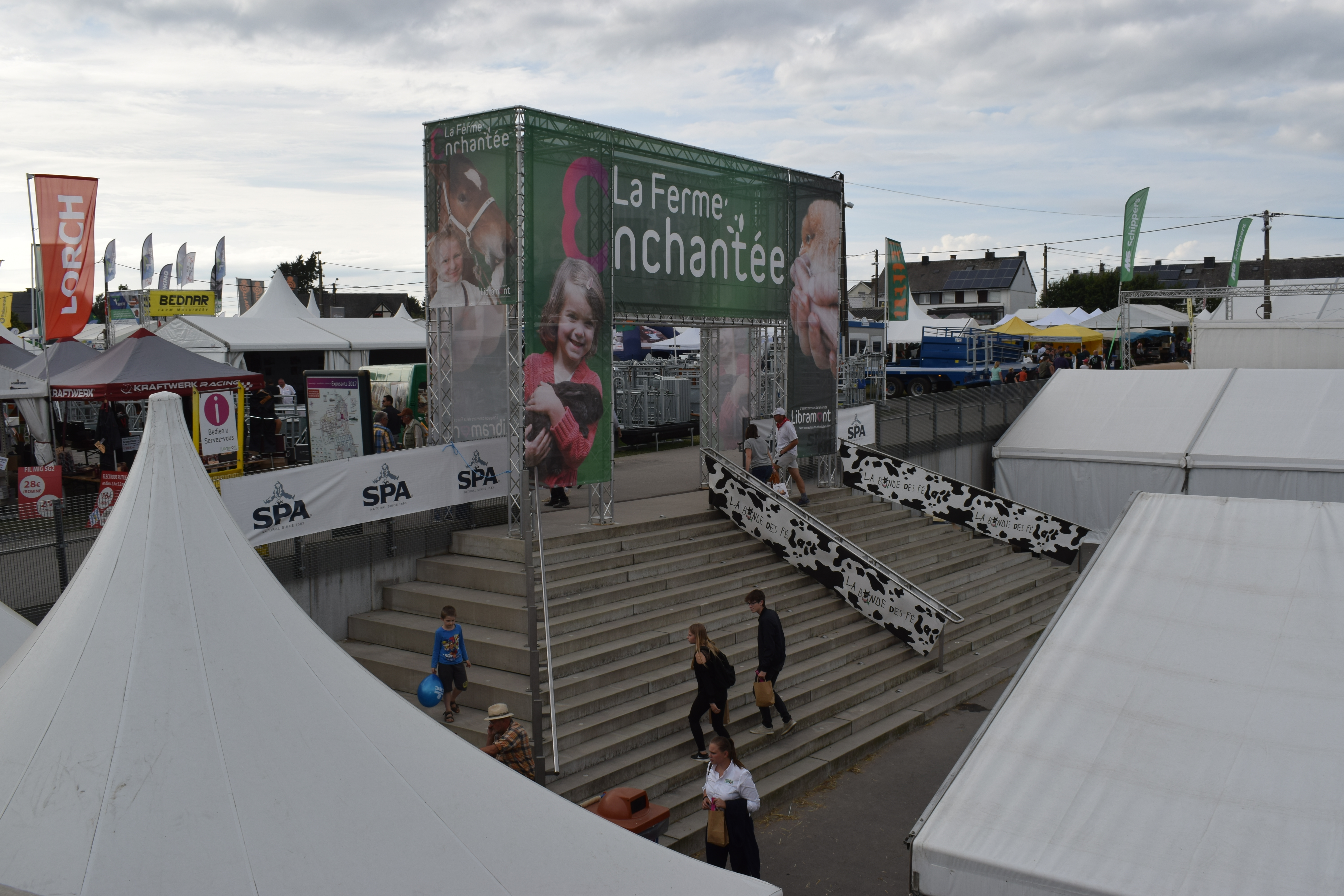
Vue d'installations en 2017
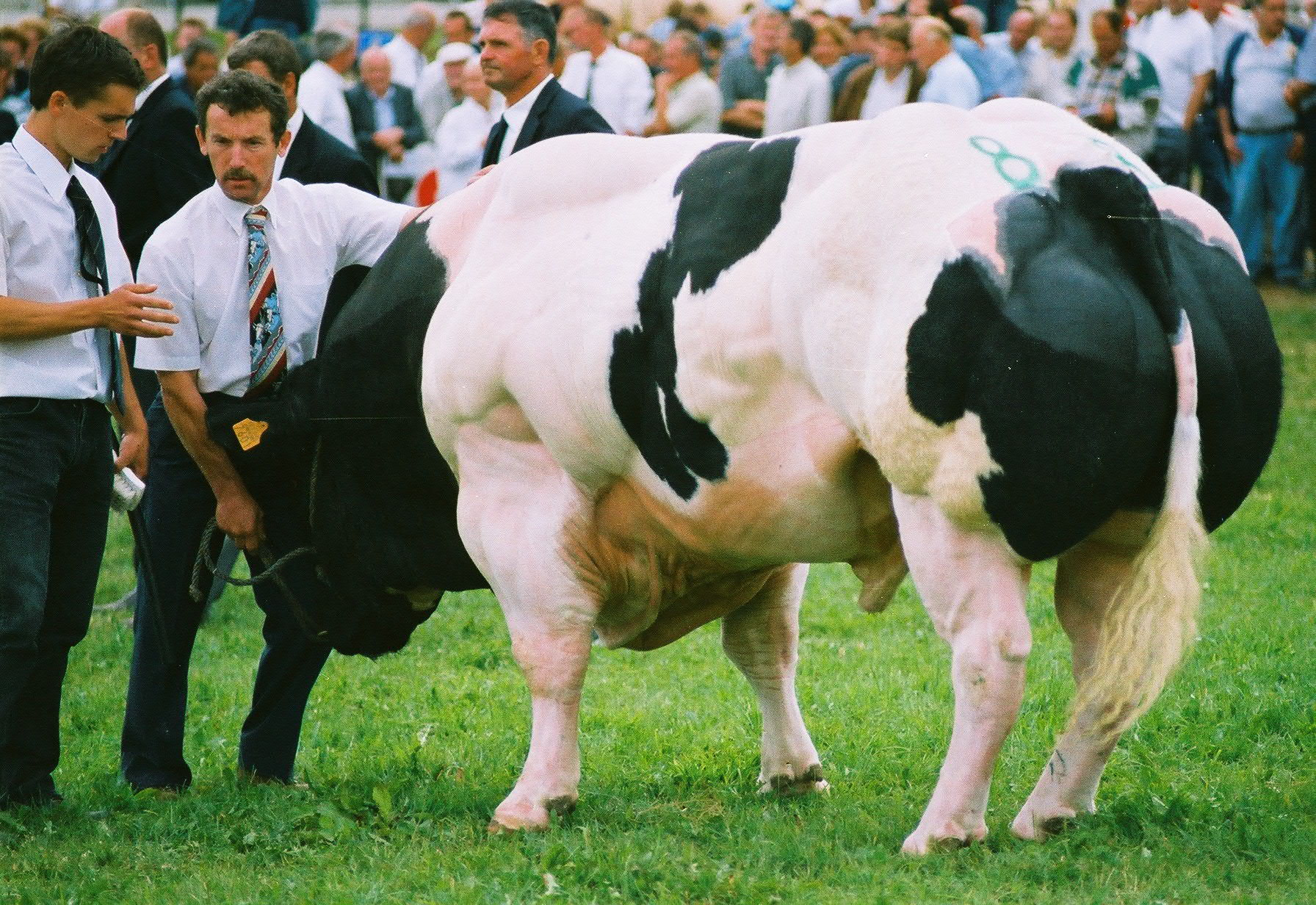
Jugement d'un taureau blanc bleu belge